# Nikolaus Andreas Reinhart (Unternehmer, 1841)

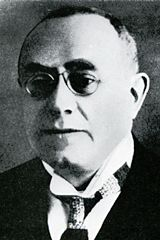
Andreas Reinhart

Nikolaus Andreas Reinhart (* 22. November 1841 in Worms; † 24. November 1910 ebenda) war ein deutscher Unternehmer, hessischer Politiker (NLP) und Abgeordneter der 2. Kammer der Landstände des Großherzogtums Hessen.
Andreas Reinhart war der Sohn des Lederfabrikanten Nikolaus Andreas Reinhart (1809–1871), des Gründers der Lederwerke Doerr & Reinhart, und dessen Ehefrau Maria Elisabeth Reinhart geb. Schmitt (1810–1868). Reinhart, der römisch-katholischer Konfession war, war seit 1871 Mitinhaber des väterlichen Unternehmens und heiratete 1867 Amalie Therese Auguste geb. Ernst (1846–1917).
Von 1878 bis 1910 gehörte er der 2. Kammer der Landstände an. Er wurde für den Wahlbezirk der Stadt Worms gewählt. Daneben war er Stadtverordneter in Worms sowie Mitglied des Provinzialausschusses und des Kreistags. Reinhart engagierte sich unter anderem für den Bau von Arbeiterwohnhäusern und die Gründung eines Arbeiterausschusses. Die höchste ihm verliehene Auszeichnung war am 13. März 1917 das Ritterkreuz 1. Klasse des großherzoglich hessischen Verdienstordens Philipps des Großmütigen.